# 約翰·里德伍德
約翰·里德伍德爵士（Sir John Redwood，1951年6月15日—，英外交部譯名為「韋桓德」），英格蘭政治人物，他的黨籍是保守黨。自1987年開始，他擔任沃金厄姆選區選出的英國下議院議員。他畢業於牛津大學萬靈學院。里德伍德曾經在馬卓安內閣擔任威爾斯事務大臣。